# 美國各州加入聯邦時序列表
美國州份依加入聯邦順序排列列表依照各個美國州份加入聯邦的日期排序。雖說前13州，被認為從獨立宣言（1776年7月4日）或批准邦聯條例的該日起，便是美國的一份子，在此以批准美國憲法的日期代表它們被「准許加入」的日期，這與其他大多數這樣的列表，包括美國50州25美分紀念幣的做法相同。
後來的州份的加入日期，則由各自的批准法案或根據該法案頒布的決議案的日期決定，除了俄亥俄州，它的加入日期是由國會於1953年的法案決定在1803年3月1日，其議會第一次的與會日期，這是因為筆誤而遺漏——原始的法案忘記制定一個生效的日期。
本列表並不將美國內戰期間，11個州的脫離以建立美利堅邦聯，以及隨後在1866到1870年之間，這些州在國會恢復代表權（有時被稱作「重新接納」），或是這些州份結束重建的這些事件考慮進去，因為既然其分裂已經被最高法院在德克薩斯州訴懷特案宣布為非法，故它們從未「合法地」離開這個聯邦。本列表也不考慮在其它兩州組成的分裂政府，因為其聯邦政府皆普遍保有控制權。

## 地圖

原13州批准憲法的順序，然後是其他州份加入聯邦的順序

美國各州的建州日期
1776年－1790年
1791年－1799年
1800年－1819年
1820年－1839年
1840年－1859年
1860年－1879年
1880年－1899年
1900年－1950年
1950年－1959年

## 表格
需要注意的是「加入日期」僅僅表示該州成為美國一個州的日期，不一定代表其加入之前不屬於美國管轄。 許多州被美國管轄後先是成為「領地」（Territory），之後再升格為州，比如夏威夷在1898年被美國兼併後一直稱為「夏威夷領地」，直到1959年才升格為「州」。美國至今也有數個不是州的領地，比如波多黎各，詳情請參見美國領地列表。
| 順序 | 州份         | 州份         | 加入日期       | 前身 |
| ---- | ------------ | ------------ | -------------- | --- |
| 1    | 特拉华州     | 德拉瓦州     | 1787年12月7日  | 南部郡的德拉瓦，也就是賓夕法尼亞州的南部郡，然後成為邦聯中的主權州份 ，是第一個加入美國的州，故常暱稱為「美國第一州」 |
| 2    | 宾夕法尼亚州 | 賓夕法尼亞州 | 1787年12月12日 | 英屬賓夕法尼亞省，然後成為邦聯中的主權州份                                                                            |
| 3    | 新泽西州     | 紐澤西州     | 1787年12月18日 | 英屬紐澤西省，然後成為邦聯中的主權州份                                                                                |
| 4    | 喬治亞州     | 喬治亞州     | 1788年1月2日   | 英屬佐治亞省，然後成為邦聯中的主權州份                                                                                |
| 5    | 康乃狄克州   | 康乃狄克州   | 1788年1月9日   | 康乃狄克殖民地，然後成為邦聯中的主權州份                                                                              |
| 6    | 麻薩諸塞州   | 麻薩諸塞州   | 1788年2月6日   | 英屬麻薩諸塞灣省，然後成為邦聯中的主權州份                                                                            |
| 7    | 马里兰州     | 馬里蘭州     | 1788年4月28日  | 英屬馬里蘭省，然後成為邦聯中的主權州份                                                                                |
| 8    | 南卡罗来纳州 | 南卡羅來納州 | 1788年5月23日  | 英屬南卡羅來納省，然後成為邦聯中的主權州份                                                                            |
| 9    | 新罕布什尔州 | 新罕布夏州   | 1788年6月21日  | 英屬新罕布夏省，然後成為邦聯中的主權州份                                                                              |
| 10   | 弗吉尼亚州   | 維吉尼亞州   | 1788年6月25日  | 維吉尼亞自治領，然後成為邦聯中的主權州份                                                                              |
| 11   | 纽约州       | 紐約州       | 1788年7月26日  | 英屬紐約省，然後成為邦聯中的主權州份                                                                                  |
| 12   | 北卡罗来纳州 | 北卡羅來納州 | 1789年11月21日 | 英屬北卡羅來納省，然後成為邦聯中的主權州份                                                                            |
| 13   | 羅德島州     | 羅德島州     | 1790年5月29日  | 羅德島殖民地及普羅維登斯莊園，然後成為邦聯中的主權州份                                                                |
| 14   | 佛蒙特州     | 佛蒙特州     | 1791年3月4日   | 英屬紐約省與新罕布夏州贈地（所有權有爭議），佛蒙特共和國                                                              |
| 15   | 肯塔基州     | 肯塔基州     | 1792年6月1日   | 維吉尼亞州的肯塔基郡。經該州同意而分裂                                                                                |
| 16   | 田纳西州     | 田納西州     | 1796年6月1日   | 由北卡羅來納州捐贈給聯邦政府的西部土地組成，第一個由領土升格成的州                                                    |
| 17   | 俄亥俄州     | 俄亥俄州     | 1803年3月1日   | 西北領地，由東岸州份如賓夕法尼亞州、維吉尼亞州、康乃狄克州和紐約州捐贈給聯邦政府                                      |
| 18   | 路易斯安那州 | 路易斯安那州 | 1812年4月30日  | 奧爾良領地 |
| 19   | 印第安纳州   | 印第安納州   | 1816年12月11日 | 印第安納領地，由西北領地組成                                                                                          |
| 20   | 密西西比州   | 密西西比州   | 1817年12月10日 | 密西西比領地，由喬治亞州捐贈給聯邦政府的土地組成                                                                      |
| 21   | 伊利诺伊州   | 伊利諾伊州   | 1818年12月3日  | 伊利諾伊領地，由西北領地組成                                                                                          |
| 22   | 亚拉巴马州   | 亞拉巴馬州   | 1819年12月14日 | 亞拉巴馬領地，由密西西比領地組成，原是喬治亞州的一部分                                                                |
| 23   | 缅因州       | 緬因州       | 1820年3月15日  | 經麻薩諸塞州同意而從該州分裂出去（前緬因區）                                                                          |
| 24   | 密蘇里州     | 密蘇里州     | 1821年8月10日  | 密蘇里領地 |
| 25   | 阿肯色州     | 阿肯色州     | 1836年6月15日  | 阿肯色領地 |
| 26   | 密西根州     | 密西根州     | 1837年1月26日  | 密西根領地，由西北領地組成                                                                                            |
| 27   | 佛罗里达州   | 佛羅里達州   | 1845年3月3日   | 佛羅里達領地 |
| 28   | 德克萨斯州   | 得克薩斯州   | 1845年12月29日 | 得克薩斯共和國 |
| 29   | 艾奥瓦州     | 愛荷華州     | 1846年12月28日 | 愛荷華領地 |
| 30   | 威斯康辛州   | 威斯康辛州   | 1848年5月29日  | 威斯康辛領地，由西北領地組成                                                                                          |
| 31   | 加利福尼亚州 | 加利福尼亞州 | 1850年9月9日   | 由墨西哥割讓地直接加入                                                                                                |
| 32   | 明尼苏达州   | 明尼蘇達州   | 1858年5月11日  | 明尼蘇達領地 |
| 33   | 俄勒冈州     | 奧勒岡州     | 1859年2月14日  | 奧勒岡領地 |
| 34   | 堪薩斯州     | 堪薩斯州     | 1861年1月29日  | 堪薩斯領地 |
| 35   | 西維吉尼亞州 | 西維吉尼亞州 | 1863年6月20日  | 由維吉尼亞州劃分出去，經位於惠靈 (西維吉尼亞州)的親聯邦維吉尼亞政府同意，該州位於里奇蒙的叛亂的立法機關不承認         |
| 36   | 内华达州     | 內華達州     | 1864年10月31日 | 內華達領地，包括部分亞利桑那領地以及後來增加的猶他領地                                                                |
| 37   | 內布拉斯加州 | 內布拉斯加州 | 1867年3月1日   | 內布拉斯加領地 |
| 38   | 科羅拉多州   | 科羅拉多州   | 1876年8月1日   | 科羅拉多領地 |
| 39   | 北达科他州   | 北達科他州   | 1889年11月2日  | 達科他領地 |
| 40   | 南达科他州   | 南達科他州   | 1889年11月2日  | 達科他領地 |
| 41   | 蒙大拿州     | 蒙大拿州     | 1889年11月8日  | 蒙大拿領地 |
| 42   | 华盛顿州     | 華盛頓州     | 1889年11月11日 | 華盛頓領地，由奧勒岡領地組成                                                                                          |
| 43   | 爱达荷州     | 愛達荷州     | 1890年7月3日   | 愛達荷領地 |
| 44   | 怀俄明州     | 懷俄明州     | 1890年7月10日  | 懷俄明州 |
| 45   | 犹他州       | 猶他州       | 1896年1月4日   | 猶他領地 |
| 46   | 奧克拉荷馬州 | 俄克拉何馬州 | 1907年11月16日 | 俄克拉何馬領地和印地安領地                                                                                            |
| 47   | 新墨西哥州   | 新墨西哥州   | 1912年1月6日   | 新墨西哥領地 |
| 48   | 亞利桑那州   | 亞利桑那州   | 1912年2月14日  | 亞利桑那領地 |
| 49   | 阿拉斯加州   | 阿拉斯加州   | 1959年1月3日   | 俄屬北美，阿拉斯加部門，阿拉斯加地區，然後成為阿拉斯加領地                                                            |
| 50   | 夏威夷州     | 夏威夷州     | 1959年8月21日  | 夏威夷王國，夏威夷共和國，然後成為夏威夷領地                                                                          |

### 引用
1. ↑  . The History Channel.   [3 April 2012]. （原始内容存档于2012-11-10）.
2. ↑  . The State of Delaware.   [3 April 2012]. （原始内容存档于2012年4月2日）.
3. ↑  . The Library of Congress.   [3 April 2012]. （原始内容存档于2016-08-03）.
4. ↑  . Yale Law School, Lillian Goldman Law Library.   [3 April 2012]. （原始内容存档于2011-04-28）.
5. ↑  . U.S. Constitution Online.   [3 April 2012]. （原始内容存档于2018-12-26）.
6. ↑  United States Census Office. .   [19 April 2012]. （原始内容存档于2015年7月9日）.
7. ↑  .   [19 April 2012]. （原始内容存档于2019-09-27）.
8. ↑  .   [19 April 2012]. （原始内容存档于2013-10-29）.